# Novogárdia Magna
Novogárdia Magna ou Grande Novogárdia (em russo: Великий Нóвгород; romaniz.: Veliki Nóvgorod; lit. "Cidade Nova, a Grande"), comumente chamada apenas de Novogárdia é uma cidade da Federação Russa situada a 155 km a sudeste de São Petersburgo e a 552 km a noroeste de Moscovo. Segundo o censo demográfico russo de 2010, a cidade possui uma população de 218 717 habitantes.
Em seu auge, no século XIV, a cidade era a capital da República da Novogárdia e uma das maiores cidades da Europa.

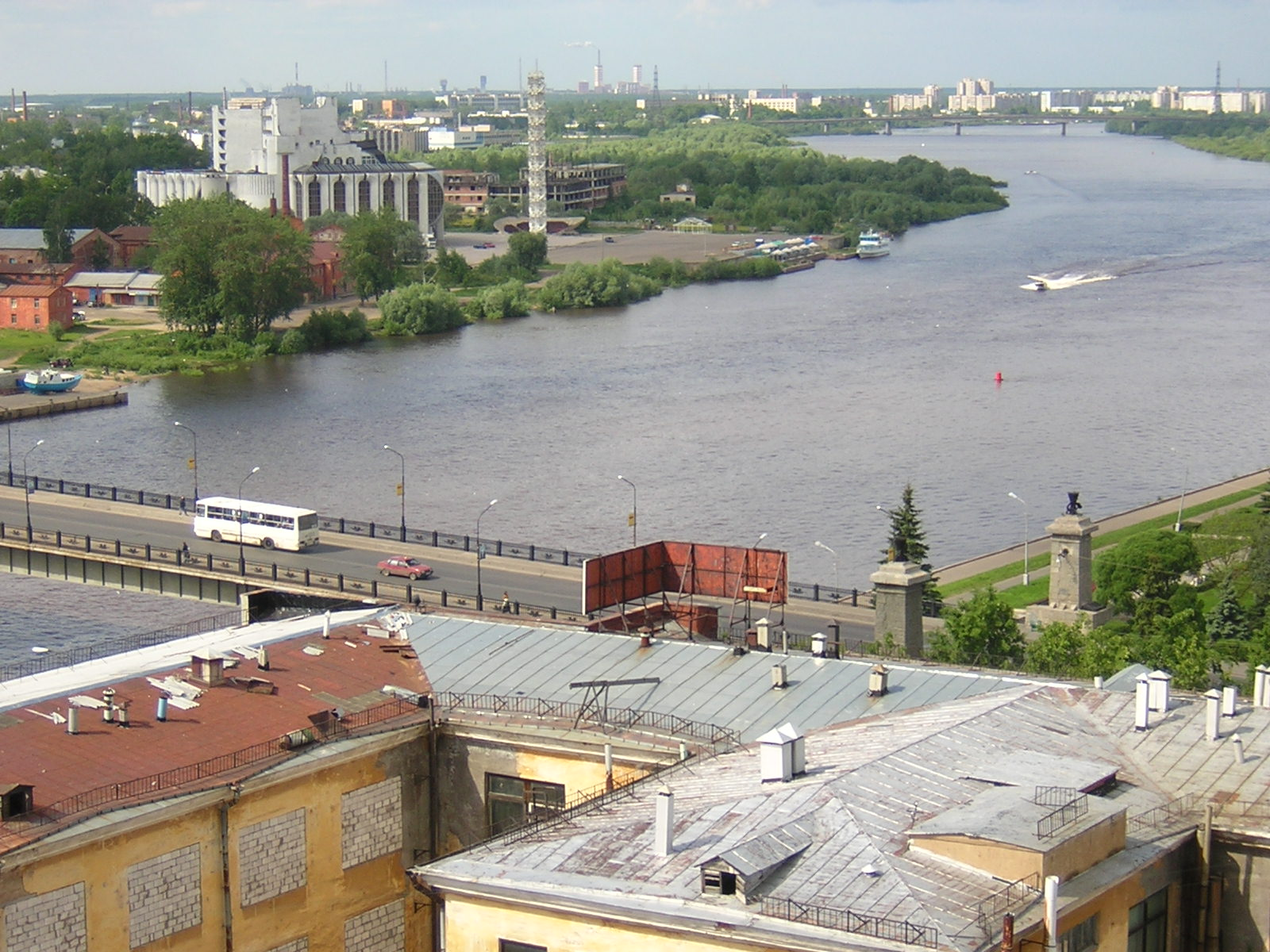
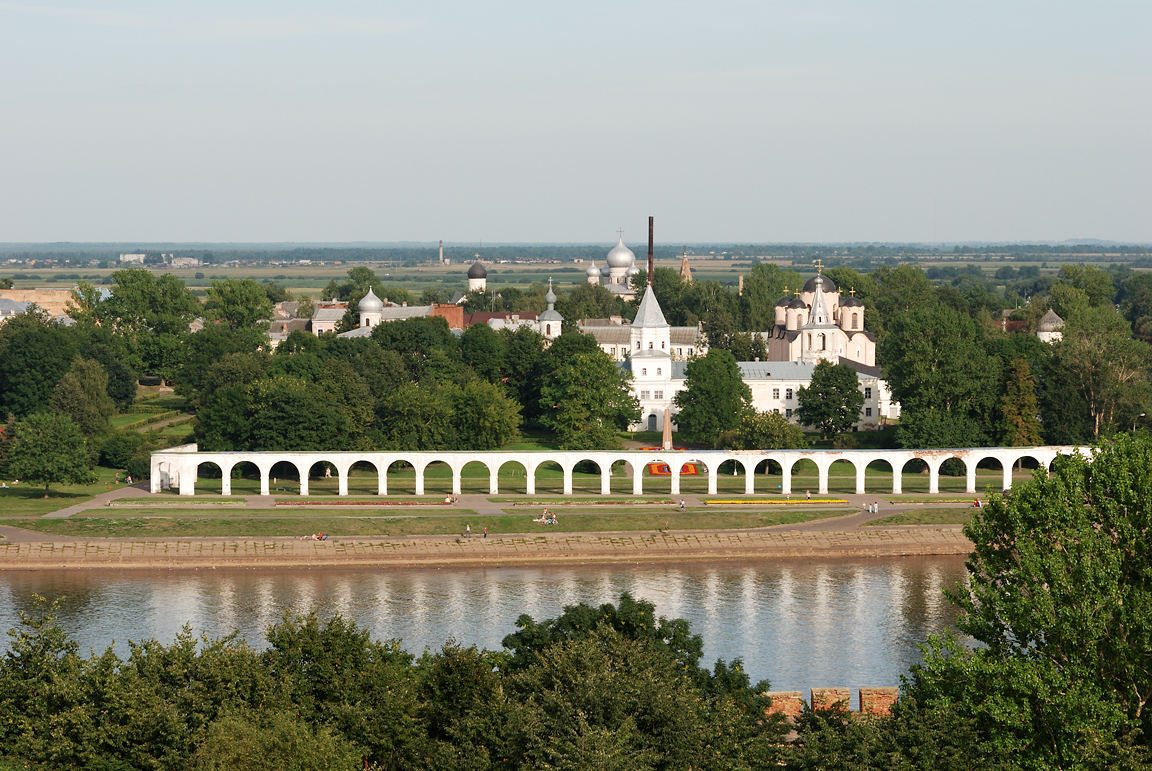
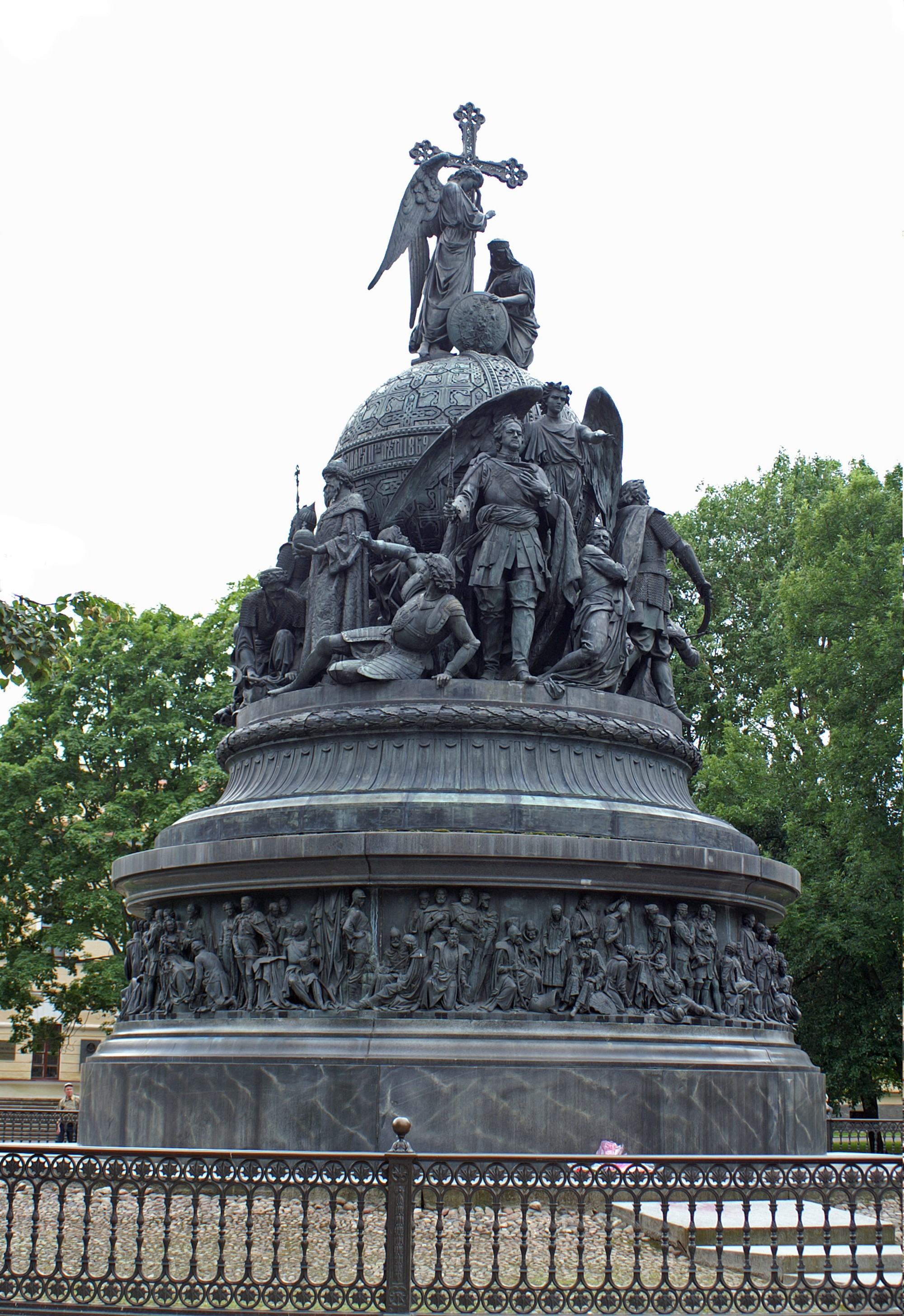
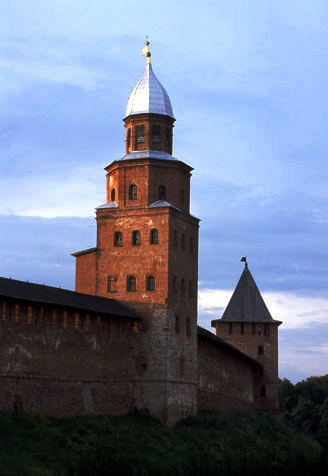